# Michel-Charles Le Cène

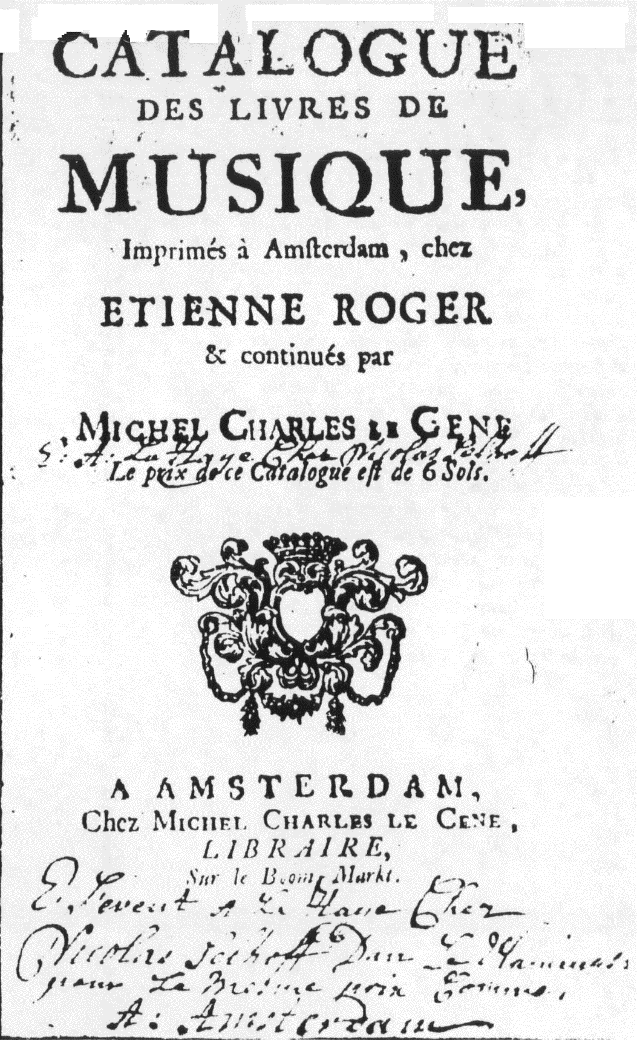
Katalog 1725 von Le Cène veröffentlicht.

Michel-Charles Le Cène (* um 1684 in Honfleur, Frankreich; † 29. April 1743 in Amsterdam) war ein französisch-niederländischer Drucker und Musikverleger.

## Leben und Wirken
Le Cène entstammte einer französischen Hugenottenfamilie, die nach der Aufhebung des Edikts von Nantes in den Niederlanden Zuflucht gefunden hatte. 1716 heiratete er Françoise Roger (1694–1723), die Tochter des namhaften Amsterdamer Verlegers Estienne Roger (1665/66–1722), und trat in das Unternehmen seines Schwiegervaters ein. Spätestens 1720 gründete er eine eigene Druckerei mit Verlag. Als Roger und seine beiden Nachfolger (seine jüngere Tochter Jeanne und ihr Angestellter Gerrit Drinkman) 1722/23 innerhalb weniger Monate starben, kaufte Le Cène die Firma Roger auf und brachte in den folgenden Jahren unter dem Namen „Estienne Roger & Le Cène“ zahlreiche Neuauflagen älterer Drucke heraus; Neuerscheinungen trugen dagegen nur seinen eigenen Namen.
Schwerpunkt der Druck- und Verlagstätigkeit sowohl Rogers als auch Le Cènes waren Musikalien. In den 20 Jahren seiner Geschäftsführung gab Le Cène knapp 100 Neuveröffentlichungen heraus, darunter Werke von dall’Abaco, Geminiani, Händel, Locatelli (mit dem er befreundet war), Quantz, Tartini und Telemann. Wegen ihrer sorgfältigen und geschmackvollen Gestaltung wurden seine Drucke (wie bereits die Rogers) in ganz Europa geschätzt. Vertretungen in England, Deutschland, Belgien und Frankreich sorgten für eine weite Verbreitung.
Nach Le Cènes Tod 1743 wurde das Unternehmen von dem Buchhändler E.-J. de la Coste erworben, der jedoch außer einem Verzeichnis der von Roger und Le Cène verlegten Werke keine Neudrucke mehr erscheinen ließ und die Firma 1746 an Antoine Chareau, einen früheren Angestellten von Le Cène, weiterverkaufte. Zwei Jahre später wurde das Unternehmen endgültig aufgelöst.